# Bryobates
Bryobates is een geslacht van kevers uit de familie bladkevers (Chrysomelidae).
De wetenschappelijke naam van het geslacht werd in 1886 gepubliceerd door Thomas Broun.

## Soorten
- Bryobates aeratus Broun, 1914
- Bryobates coniformis Broun, 1886
- Bryobates nigricans Broun, 1914
- Bryobates rugidorsis Broun, 1917